# کتلین هریسون
کتلین هریسون (انگلیسی: Kathleen Harrison؛ ۲۳ فوریهٔ ۱۸۹۲ – ۷ دسامبر ۱۹۹۵) هنرپیشه اهل کشور بریتانیا بود. از فیلم‌هایی که وی در آن نقش داشته است، می‌توان به الیور توئیست و درباره فیدل اشاره کرد.